# Angélica Viana Porto
Angélica Viana Porto (Paço de Arcos, 10 de novembro de 1881 – Lisboa, 21 de maio de 1938) foi uma ativista feminista, republicana, pacifista e antifascista, reconhecida pela sua intensa militância durante a primeira vaga do movimento feminista em Portugal. Militou na Liga Republicana das Mulheres Portuguesas e no Conselho Nacional das Mulheres Portuguesas, onde se destacou, tendo exercido o cargo de vice-presidente e presidente honorária.

## Biografia

### Nascimento e Família
Nascida a 10 de novembro de 1881, em Paço de Arcos, concelho de Oeiras, Angélica Cristina Irene Lopes Viana era filha de Augusto Gomes Viana, funcionário alfandegário, natural de Alcântara, e de Emília das Dores Lopes Viana, natural das Mercês, ambas freguesias do concelho de Lisboa, tendo sido batizada a 25 de fevereiro de 1882 na igreja de Oeiras.
Foi casada com Agostinho Santos Porto, natural da cidade do Porto, tendo enviuvado em 1913.

### Ativismo
Benemérita, em 1907, liderou uma comissão feminina, ao lado de Ilda Jorge, Maria Veleda e Ana de Castro Osório, que procurava implementar, em Lisboa, uma Escola Maternal destinada às crianças desprotegidas entre os 3 e os 6 anos de idade.
Um ano depois, em 1908, como militante da Liga Republicana das Mulheres Portuguesas (LRMP), participou ativamente nas ações de protesto, petições e conferências do movimento feminino e feminista republicano, reivindicando o direito ao voto para as mulheres, a lei do divórcio, o acesso ao ensino e às profissões vedadas ao sexo feminino, a igualdade salarial entre géneros ou ainda a igualdade jurídica no casal. Posteriormente, durante a Primeira República Portuguesa, entre 1914 e 1918, fez parte de várias delegações femininas, angariou novos membros e donativos, respondeu a plebiscitos e desempenhou vários cargos na direção da LRMP, tendo assinado o documento dirigido ao governo de Sidónio Pais, onde apelava uma vez mais ao direito ao voto para as mulheres. Fruto desse último acto, em 19 de julho de 1918, foi assinado um diploma que permitiria às mulheres portuguesas o acesso a algumas profissões na função pública, sem no entanto lhes ser dado o direito ao voto. Ainda dentro do âmbito da Liga Republicana das Mulheres Portuguesas, em 1917 assumiu o cargo de diretora do jornal A Madrugada, ao lado de Filipa de Oliveira e Luísa de Almeida.

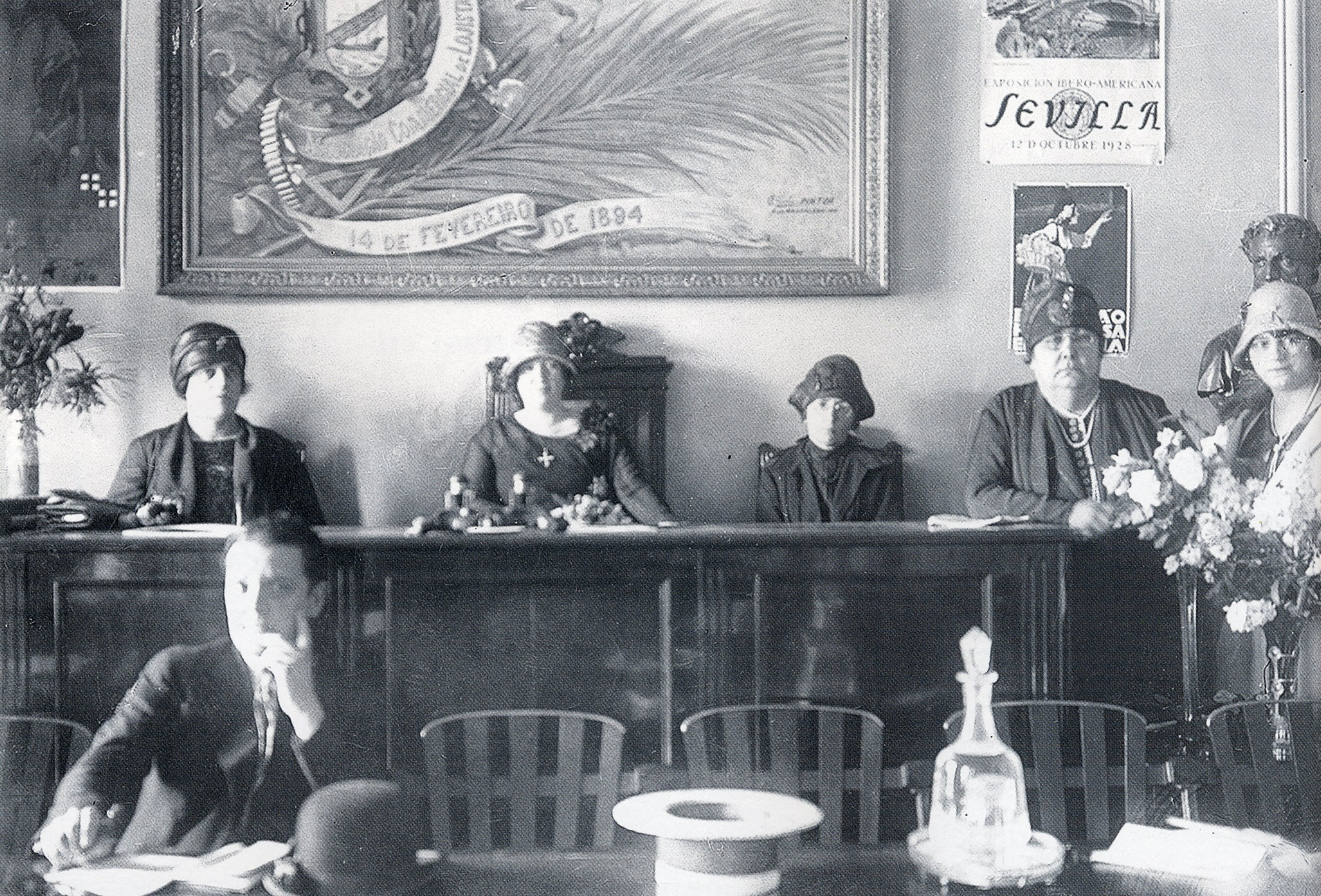
Sessão de abertura do II Congresso Feminista e de Educação, realizado em Lisboa em 1928. (Da esquerda para a direita: Angélica Viana Porto, Elisa Soriano, Beatriz Magalhães, Adelaide Cabete e Maria Leonarda Correia da Costa).

Aderindo ao Conselho Nacional das Mulheres Portuguesas (CNMP), a partir de 1919, colaborou na revista Alma feminina, órgão oficial de imprensa do movimento, dirigido então por Maria Clara Correia Alves e posteriormente por Adelaide Cabete e Elina Guimarães, tendo ainda desempenhado os cargos de Secretária do Interior (1920), Vogal da Comissão Diretora das Ligas de Bondade (1921-1923), Vice-Presidente da Direção (1929, 1931-1934, 1936), Presidente-Honorária (1937) e Presidente da Comissão Moral (1922-1929, 1931-1934, 1936). Como oradora, participou no Primeiro e Segundo Congresso Feminista e de Educação, organizado pelo CNMP, em Lisboa, onde apresentou as teses “Assistência às delinquentes” (1924), “Memória da Secção de Moral do Conselho Nacional das Mulheres Portuguesas” (1926), “A acção moral do trabalho” (1928) e “A valorização do trabalho feminino” (1929).
Apoiando outras iniciativas de ideais pacifistas e abolicionistas, discursou na sessão pacifista promovida, no dia 18 de maio de 1927, pela Secção da Paz, escreveu uma tese para ser apresentada no Primeiro Congresso Nacional Abolicionista (1926) e discursou no Segundo Congresso Nacional Abolicionista (1929), ambos organizados pela Liga Portuguesa Abolicionista. Durante esse mesmo período, angariou vários donativos para várias ações de beneficência e a aquisição de um avião, que posteriormente foi oferecido à primeira aviadora portuguesa, Maria de Lurdes de Sá Teixeira.
Devido ao seu ativismo, em 1927, Angélica Viana Porto foi homenageada na revista Alma Feminina por Adelaide Cabete, Arnaldo Brazão, Beatriz Magalhães, Fábia Ochôa, Maria O’Neill e Bárbara Rosa de Carvalho Pereira.
Em 1928, associou-se à campanha do jornal republicano português O Rebate, que criticava as ações do Estado Novo, apelando ao fim da recém criada onda de repressão e perseguição política.

### Maçonaria
Em 1916 foi iniciada na Maçonaria. Pertenceu às Lojas Carolina Ângelo e Humanidade, do Grande Oriente Lusitano Unido, com o nome simbólico de Mme. Roland. Anos mais tarde, integrou a Loja Humanidade da Federação Portuguesa da Ordem Maçónica Mista Internacional "Le Droit Humain" - O Direito Humano.

### Colaborações na Imprensa
Durante a sua vida, escreveu vários artigos de crítica política e de reivindicação dos direitos das mulheres, colaborando frequentemente com os periódicos O Rebate, O Mundo, Civilização, Educação (órgão da União Educativa Portuguesa), ou Educação Social, dirigido por Adolfo Lima, para além da revista Alma Feminina e do jornal A Madrugada, onde desempenhou o cargo de diretora.

### Falecimento
Angélica Viana Porto faleceu a 21 de maio de 1938, aos 56 anos de idade, na sua residência, situada no 1.º andar do n.º34 da Rua Luís Fernandes, freguesia de São Mamede, em Lisboa, vítima de epilepsia. Não deixou descendência. Encontra-se sepultada no Cemitério do Alto de São João, em Lisboa.